# ویکتور دوپای
ویکتور دوپای (انگلیسی: Victor d'Hupay؛ ۱۷۴۶–۱۸۲۸ (در ۷۲ سالگی)) فیلسوف، و نویسنده اهل پادشاهی فرانسه بود. او یکی از نخستین افرادی بود که واژهٔ کمونیسم را به معنای امروزی آن به کار برد. آرزوی او این بود که آرمان‌های فیلسوفان عصر روشنگری را جامهٔ عمل بپوشاند.

## زندگی و آثار
ویکتور دوپای در سال ۱۷۴۶ در خانواده‌ای اشرافی در پروانس به دنیا آمد. در هفده‌سالگی اولین مطالب خود را در باب اقتصاد روستایی نوشت. به باور او کشاورزی سرمنشأ ثروت بود. او پیرو جنبش فیزیوکرات بود.